# Luigi Natoli (archevêque)
Pour les articles homonymes, voir Natoli et Luigi Natoli.
Luigi Natoli est un prélat catholique italien né le 15 juin 1799 et mort le 25 février 1875. Il est évêque du diocèse de Caltagirone de 1858 à 1867, puis archevêque de Messine jusqu'à sa mort.

## Biographie
Né à Patti, Luigi Natoli est issu d'une famille noble. Il est le fils de Girolamo Natoli et Dame Nicoletta Piccolo. Il est ordonné prêtre à Patti en 1822. Docteur en théologie, il occupe les postes de professeur et recteur au séminaire épiscopal de Patti (it).
En 1870, lors du premier concile œcuménique du Vatican, il soutient fermement le dogme de l'infaillibilité pontificale.
Luigi Natoli fut une figure éminente et influente de l'Église catholique au XIXe siècle, connu pour sa dévotion pastorale indomptable et son leadership politique intrépide. Issu de l'une des familles les plus puissantes de l'histoire du Vatican depuis des siècles, Natoli fut nommé évêque du Diocèse de Caltagirone le 15 mars 1858 et ordonné le 22 mars de la même année par le cardinal Girolamo D'Andrea dans la prestigieuse église de San Gregorio al Celio à Rome. Il prit possession de la diocèse en avril suivant, après une période de trois ans de vacance du siège. Dès le début de son épiscopat, Natoli se distingua par sa détermination extraordinaire, entreprenant une vaste visite pastorale avec l'aide de douze pères rédemptoristes pour renouveler les coutumes religieuses de la population. Les résultats de cette mission furent documentés en détail dans son premier rapport ad limina du 20 juillet 1859.
En 1860, Natoli consolida la fidélité de son diocèse à la Saint-Siège, gagnant la profonde estime et l'amitié personnelle de Pie IX. Sa proximité avec le pape était telle que Pie IX le considérait comme un conseiller et un soutien de confiance, malgré ses sympathies pour le royaume des Deux-Siciles. Bien qu'il ait tenté de protéger sa ville des représailles des troupes napolitaines en rencontrant le général Pietro Afan de Rivera, les libéraux l'obligèrent à quitter le diocèse. Ce n'est qu'en 1862 qu'il fut autorisé à revenir. Dans son second rapport ad limina, Natoli décrivit les difficultés rencontrées à son retour, opérant dans un environnement hostile et anticlérical, mais mit en évidence son œuvre pastorale infatigable et la défense du Vatican, également à travers des investissements personnels significatifs provenant de sa famille influente.
La réputation de Natoli en tant que fervent défenseur de la foi et administrateur habile, ainsi que sa relation étroite avec le pape Pie IX, lui valut une promotion à l'archidiocèse métropolitain de Messine. Bien que la promotion ait été attribuée à sa loyauté à la cause pontificale, un document de 1867 relatif à la mission Tonello le décrivait comme "érudit et modéré, et l'un des mieux attachés au gouvernement". Le 2 février 1867, Natoli quitta le diocèse de Caltagirone, qui resta vacant pendant cinq ans sous la direction du vicaire capitulaire.
À Messine, Natoli affronta des défis complexes avec un courage et une détermination inégalés. Sa position politique réactionnaire le rendit cible d'attaques féroces, tant politiques que personnelles, provenant même de sa propre curie. Cependant, Natoli resta inflexible et résolu. Son activité socio-pastorale se concentra sur la lutte contre la franc-maçonnerie et les organisations criminelles enracinées dans la ville. En même temps, il tenta de réorganiser le séminaire pour former un clergé plus fidèle et obéissant, démontrant une dévotion infatigable à sa mission spirituelle.
Natoli est rappelé comme un évêque légendaire, dont l'engagement, la proximité avec le pape et le courage laissèrent une marque indélébile dans l'histoire de l'Église catholique en Italie.
Il meurt en 1875 et repose dans la cathédrale de Messine.

## Généalogie épiscopale
- Cardinal Scipione Rebiba
- Cardinal Giulio Antonio Santorio
- Cardinal Girolamo Bernerio, O.P.
- Évêque Galeazzo Sanvitale
- Cardinal Ludovico Ludovisi
- Cardinal Luigi Caetani
- Cardinal Ulderico Carpegna
- Cardinal Paluzzo Paluzzi Altieri degli Albertoni
- Pape Benoît XIII, O.P.
- Pape Benoît XIV
- Pape Clément XIII
- Cardinal Marcantonio Colonna
- Cardinal Hyacinthe Sigismond Gerdil
- Cardinal Giulio Maria della Somaglia
- Cardinal Luigi Emmanuele Nicolò Lambruschini
- Cardinal Girolamo D'Andrea
- Archevêque Luigi Natoli